# Reiner Fülle
Reiner Paul Fülle (* 26. Dezember 1938 in Zwickau; † 9. Oktober 2010) war ein deutscher Agent, zunächst der Hauptverwaltung A des Ministeriums für Staatssicherheit (MfS) der DDR und später des Bundesamtes für Verfassungsschutz (BfV).

## Leben
Fülle stammte aus Zwickau und lebte ab dem 20. Lebensjahr in der Bundesrepublik Deutschland zunächst in Baden-Baden, dann in Karlsruhe. 1960 heiratete er, seine Ehefrau stammte aus Sachsen. Er wurde während eines Besuchs bei Verwandten in Thüringen im Jahr 1966 als Inoffizieller Mitarbeiter der DDR-Staatssicherheit angeworben. Eigener Aussage nach bewog ihn „eine Mischung aus Abenteuerlust und Angst“ zu dieser Tätigkeit. Er arbeitete als Buchhalter am Forschungszentrum Karlsruhe, dann in der „Gesellschaft zur Wiederaufbereitung von Kernbrennstoffen mbH Leopoldshafen“. Er verriet unter dem Decknamen IM Klaus (Reg.-Nr. XV/205/66) vorwiegend Einzelheiten aus westdeutscher Wiederaufarbeitungstechnologie. Er hielt seine Tätigkeit auch gegenüber seiner Ehefrau geheim.
Am 19. Januar 1979 wurde Fülle in Zusammenhang mit den Aussagen Werner Stillers, eines MfS-Überläufers, verhaftet. Bei Überstellung von Karlsruhe zur Vernehmung nach Bonn konnte Fülle am darauffolgenden Tag entkommen, als der ihn begleitende BKA-Beamte bei Glatteis ausrutschte. Fülle war zudem entgegen den Dienstvorschriften nur von einem Beamten begleitet und nicht gefesselt gewesen. Nachdem er sich drei Tage lang in der Kunsthalle Karlsruhe versteckt gehalten hatte, entkam er nach Baden-Baden und wurde von Helfern der Sowjetischen Militärverbindungsmission in der Zeppelinstraße 19 in einer Holzkiste über den Grenzübergang Herleshausen in die DDR gebracht. Diese Flucht trug ihm in den bundesdeutschen Medien den Spottnamen Glatteisspion ein. Ihm wurde von Erich Mielke als „Zeichen der Anerkennung hervorragender militärischer Verdienste“ der Kampforden für Verdienste um Volk und Vaterland in Gold verliehen. Eigener Aussage nach musste er Mielke sein Ehrenwort geben, mit niemandem über seinen Fluchtweg zu sprechen. Später wurde Fülle ebenfalls mit dem Vaterländischen Verdienstorden in Gold ausgezeichnet.
Eigenen Angaben nach lebte er „für DDR-Verhältnisse wie eine Made im Speck“, ließ sich vom Ministerium für Staatssicherheit unter anderem zwei Autos, zwei Motorboote sowie ein Stipendium für ein Hochschulstudium bezahlen. Fülle war in der DDR als Vortragsredner unterwegs und berichtete bei Schulungsveranstaltungen über seine frühere Kundschaftertätigkeit im Westen. Weil er lange Zeit Material über den DDR-Sicherheitsapparat nach Köln lieferte, organisierte das BfV die „Operation Veronika“ und ermöglichte ihm die Rückkehr in den Westen. Mit falschen Papieren auf den Namen „Hermann Sander“ und einem Flugticket Budapest–Athen–Frankfurt/Main ausgestattet, kehrte Fülle am 5. September 1981 zurück. Das Oberlandesgericht Stuttgart verurteilte ihn später wegen Landesverrats zu sechs Jahren Freiheitsstrafe.